# Castilleja roei
Castilleja roei là loài thực vật có hoa thuộc họ Cỏ chổi. Loài này được Crosswh. mô tả khoa học đầu tiên năm 1970.